# Feinddarstellung

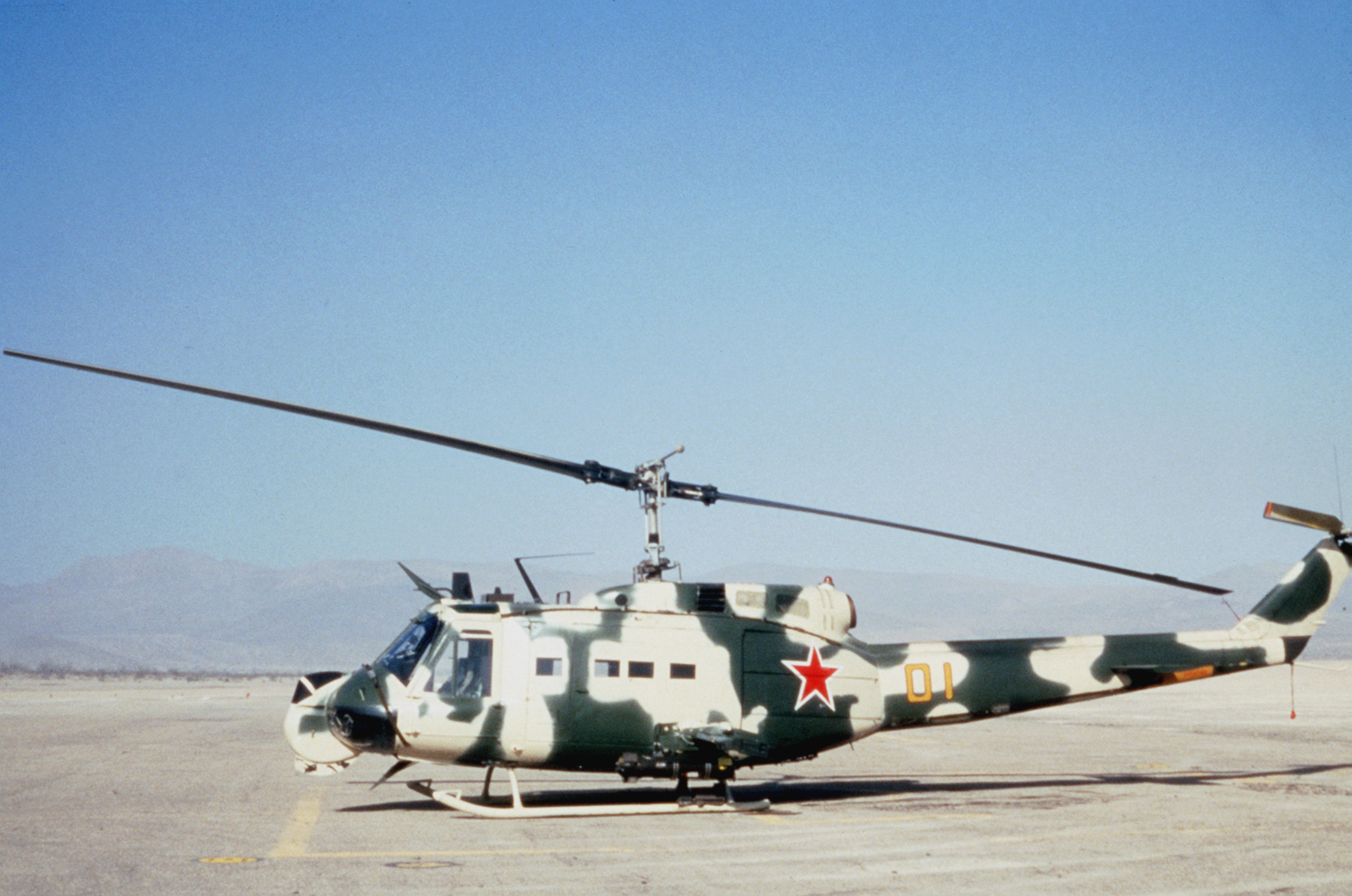
Eine zur Feinddarstellung dienende umlackierte Bell UH-1H Iroquois als Mi-24 (1985)

Bei der Feinddarstellung handelt es sich um das Vorgehen in einem militärischen Manöver, bei dem sich ein Truppenteil zu Übungszwecken wie der potentielle Feind verhält. Die Feinddarstellung wurde 1754 bei der preußischen Armee eingeführt.
Die Unterscheidung kann durch andere Uniformen, andere Fahrzeugbemalung oder sogar den Einsatz echter, vom potentiellen Feind eingesetzter Waffen verstärkt werden.
Feinddarstellung kommt sowohl bei Einparteien- als auch bei Zweiparteienübungen zum Einsatz. Bis 1945 wurden bei Einparteienübungen die Feindkommandos mit Flaggen zur Darstellung feindlicher Truppenteile ausgestattet; bei Zweiparteienübungen erhielt eine der Parteien farbige Helmbänder, die über den Helmschirmen (bis 1914) bzw. über der Helmkrempe
(1915–1945) angebracht wurden. In der Bundeswehr werden Feindkräfte für den Kampf zu Lande von Anfang an gewöhnlich mit roten Armbinden, die an beiden Oberarmen zu tragen sind, dargestellt. Feindfahrzeuge werden mit roten Textilkreuzen oder roten Klebebändern, die an allen vier Seiten anzubringen sind, gekennzeichnet.
Die United States Air Force setzte zur Feinddarstellung eine Zeit lang von Ägypten zur Verfügung gestellte MiG-21 ein und benutzt heute speziell beschaffte F-5 oder F-16. Nach der „Wende“, als die Bundeswehr die MiG-29 der NVA übernommen hatte, wurden diese in den USA bevorzugt zur „Feinddarstellung“ in Flugabwehr-Manövern eingeladen und lieferten sich dort jahrelang Luftkämpfe auf allerhöchstem fliegerischem Niveau. Häufig erfolgt jedoch nur eine Einteilung in Blau und Rot.
Da bei den zu erwartenden Konflikten der Feind aus der Distanz mittels elektronisch unterstützter Kriegsführung bekämpft wird, kommt heute bei Manövern auch ein großer Teil der Feinddarstellung durch ECM und auch ECCM zustande, aber auch feindliche elektromagnetische Signaturen sollen in den Übungen erkannt werden, insbesondere bei Manövern der Luft- und Seestreitkräfte. So verwendet die US Navy speziell für diese Zwecke eine umgebaute Douglas DC-8.
Die simulierten Feindkommandos bei den Streitkräften der Vereinigten Staaten werden dort Opposing Forces genannt.